# Ramirez (udde i Antarktis, lat -62,15, long -58,80)
Ramirez är en udde i Antarktis. Den ligger i Sydshetlandsöarna. Argentina, Chile och Storbritannien gör anspråk på området.
Terrängen inåt land är huvudsakligen kuperad, men åt sydväst är den platt. Havet är nära Ramirez åt sydväst. Trakten är glest befolkad. Närmaste befolkade plats är Macchu Picchu Station, 18,3 kilometer öster om Ramirez. 